# تیرایوس یکم

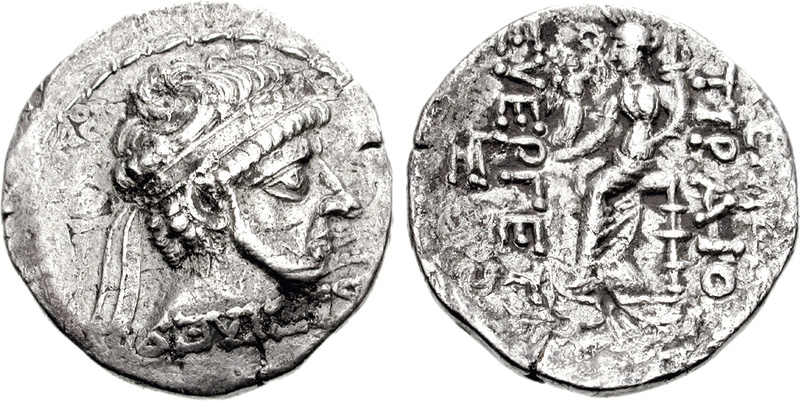
سکه نقره تیرایوس یکم

تیرایوس یکم از ۹۵/۹۴ پ. م تا ۹۰/۸۹ پ. م پادشاه خاراسن، از حکومت‌های دست‌نشانده اشکانیان بود.
مانند بسیاری از پادشاهان خاراسن، اطلاعات از او تنها از منابع سکه‌شناسی و تترادراخما‌های نقره و سکه‌های برنزی شناخته شده‌است.
نام او احتمالاً در اصل فارسی است اما سکه‌های ضرب شده او نشان می‌دهد که او یونانی شده‌است. او اولین فرمانروای خاراسن بود که در سکه‌هایش خود را به‌عنوان «اورگتس» (نیکوکار) معرفی می‌کند و همچنین از این جهت منحصربه‌فرد است که روی سکه‌هایش الهه توخه را به تصویر کشیده‌است، در حالی که دیگر فرمانروایان خاراسن هراکلس را به تصویر می‌کشیدند.
کاشف چینی گان ینگ در طول سلطنت تیرایوس از خاراسن بازدید کرد.